# Arp 116
Arp (o APG 116) è una coppia di galassie interagenti situate nella costellazione della Vergine alla distanza di circa 66 milioni di anni luce dalla Terra.
La coppia è costituita dalla galassia ellittica gigante M60 e dalla più piccola galassia spirale NGC 4647.
La distanza apparente tra le due galassie è di 2',5 e i dischi galattici visibili otticamente appaiono sovrapporsi. Tuttavia l'interazione mareale tra le due galassie pare essere iniziata ed i segni sono già percepibili, rilevati dallo studio delle immagini raccolte dal Telescopio spaziale Hubble nel 2012. .
M60 ha un diametro di circa 120.000 anni luce con una massa equivalente ad un trilione di masse solari. Al centro ospita un buco nero supermassiccio di massa pari a 4,5 milioni di masse solari, uno dei più grandi buchi neri conosciuti.